# Madinat Isa
Madinat Isa (arabisch مدينة عيسى, DMG Madīnat ʿĪsā; auch: Isa Town genannt) ist eine Stadt im Südlichen Gouvernement in Bahrain mit ca. 40.000 Einwohnern. Die Stadt wurde nach dem Emir Isa ibn Salman Al Chalifa benannt.

## Sehenswürdigkeiten
Das Khalifa Sports City Stadium (ca. 20.000 Plätze) im Süden der Stadt.